# 달리는 라디오 (전북주말)
김선혜의 주말 달리는 라디오는 TBN 전북교통방송(전주 FM 102.5㎒, 장수 FM 106.1㎒)에서 주말 저녁 6시부터 저녁 7시 53분까지 방송되는 전북권 지역의 주말 라디오 프로그램이다.

## 코너소개

### 코너안내
- 우리가 몰랐던 우리 동네 이야기
- 우리가 몰랐던 0월 이야기